# 曲德寺 (拉孜县)
曲德寺，位于西藏自治区日喀则地区拉孜县拉孜镇拉孜村，是一座藏传佛教寺院。

## 简介
曲德寺位于西藏自治区日喀则地区拉孜县拉孜镇拉孜村，处在雅鲁藏布江南岸。17世纪，五世达赖创建该寺，这是其亲自创建的13座寺庙中的第4座，奉格鲁派。
曲德寺为土木石结构，包括主殿、护法神殿、后殿、药王殿，此外还有僧舍及3座塔等建筑。
- 主殿：曲德寺主殿保存较好，坐北朝南，面阔4柱5间，柱宽0.2米，柱间距2.3米，进深7柱8间，共有28方柱。顶部开有天窗。殿内四壁绘有壁画，基本保存完好，是释迦牟尼功德颂以及尊胜佛故事等等。壁画上有八大药师坛城图。主殿二层为密宗殿，门向西，面阔2柱3间，进深2柱3间；南侧是父子殿，西侧为厕所、僧舍、仓库。
- 护法神殿：位于主殿西侧，门向东，殿内有两柱，进深5米，面阔8米，主供六臂依怙。
- 后殿：位于主殿北侧，门向东，面阔2柱3间长6.6米，进深2柱3间长8米，顶部设有天井，主供释迦牟尼。
- 药王殿：位于主殿东侧，殿内有两柱，进深5米，面阔7.8米，主供宗喀巴。
- 仓库：位于主殿两侧。[2]

2012年，该寺的僧人扎西塔杰被评为西藏自治区爱国守法先进僧尼。

## 外部連結
- Alamy上的曲德寺照片 （页面存档备份，存于）